# De Keverberg

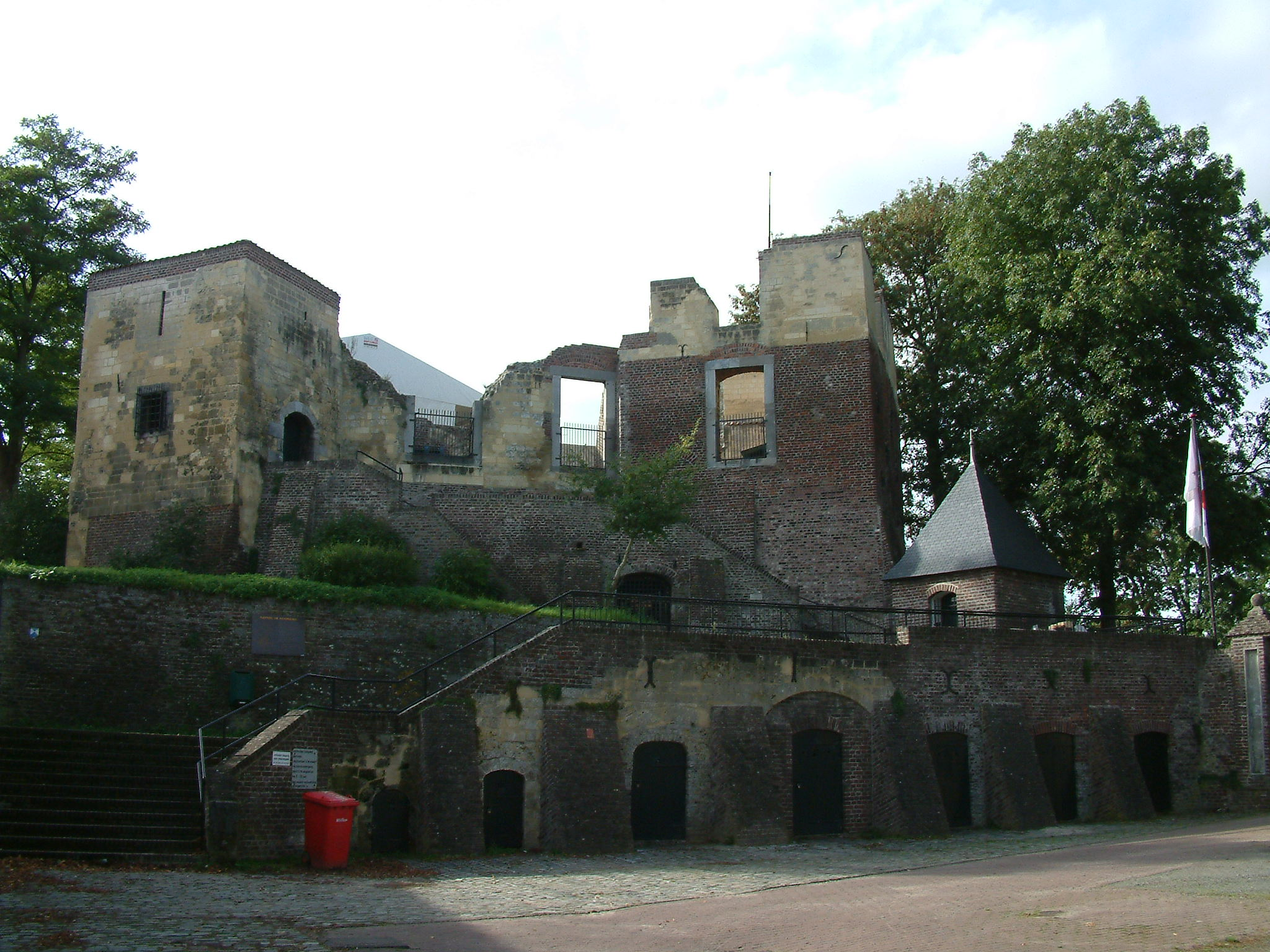
Kasteelruïne De Keverberg, ook genoemd: kasteel Kessel

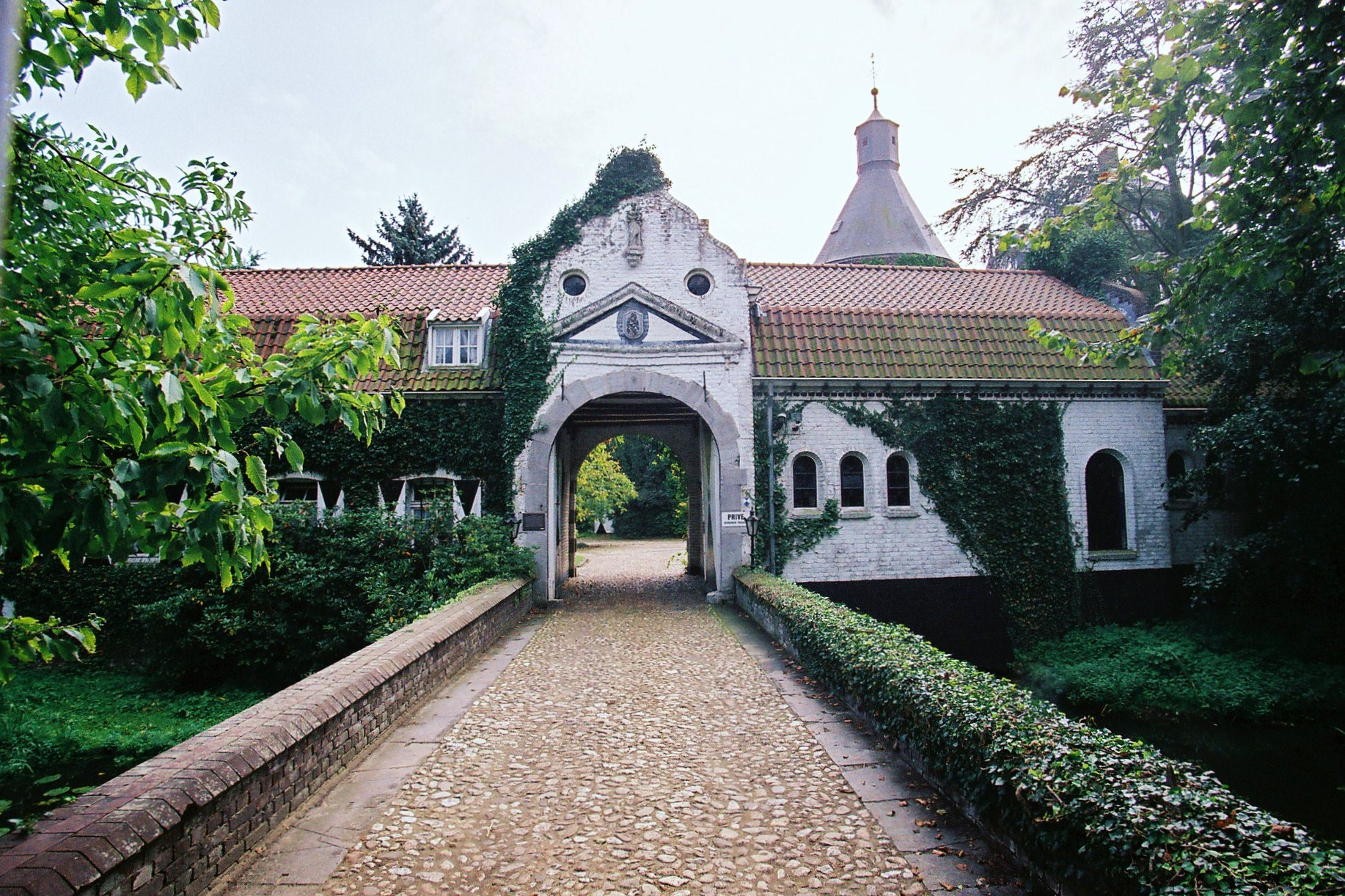
Kasteel Aldenghoor

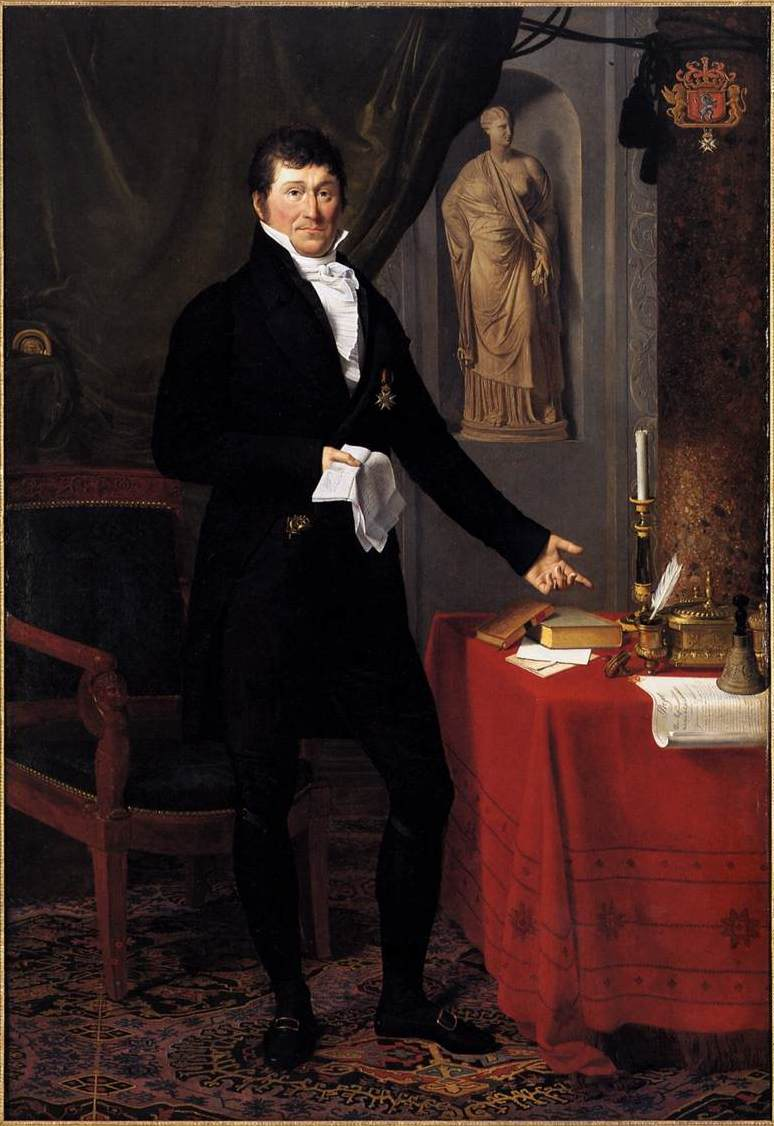
Carolus Ludovicus Wilhelmus Josephus baron de Keverberg van Kessel en Aldengoor (1768-1841) door Joseph-François Ducq

De Keverberg (ook: De Keverberg van Aldengoor en: De Keverberg de/van Kessel) is een van oorsprong Limburgs geslacht waarvan leden sinds 1816 tot de Nederlandse adel behoren en dat in 1921 uitstierf.

## Geschiedenis
De stamreeks begint met Arnold van Mewen die in 1422 beleend werd met Habroek, in 1423 schout van Hasselt was en voor 22 september 1438 overleed. Hij was vermoedelijk getrouwd met Elisabeth Godfriedsdr van Keverberg waarna zijn kleinzoon zich noemde Van Mewen gezegd van Keverberch, later nageslacht noemde zich Keverberch gezegd van Mewen. In 1691 trouwde Carolus Emanuel de Keverberch gezegd van Mewen (1661-?) met Joanne Elisabeth de Keverberch, vrouwe van Aldengoor waardoor die laatste heerlijkheid en kasteel in de familie de Keverberch kwamen. Twee achterkleinzonen van dat laatste echtpaar werden bij Koninklijk Besluit van 16 februari 1816 benoemd in de ridderschap van Limburg met de titel van baron (op allen) waardoor zij en hun nakomelingen tot de Nederlandse adel gingen behoren; met een kleindochter van een van hen stierf het geslacht in 1921 uit.

## Enkele telgen
Carolus Emanuel Caspard Josephus de Keverberg, heer van Aldengoor, Haelen, Neer, Ghoor, Warenberg en Kessel (1740-1810)
- Dr. Carolus Ludovicus Wilhelmus Josephus baron de Keverberg van Kessel en Aldengoor (1768-1841), gouverneur van Antwerpen en van Oost-Vlaanderen, staatsraad, geschiedschrijver
  - Mr. Frederik Hendrik Karel baron de Keverberg de Kessel (1825-1876), lid gemeenteraad en wethouder van Kessel, lid van de Tweede Kamer
    - Maria Carolina Hortense Mathilde barones de Keverberg van Aldengoor (1858-1921), laatste telg van het adellijke geslacht De Keverberg
- Carolus Fredericus Josephus baron de Keverberg van Kessel (1769-1835), lid van de Tweede Kamer en de Eerste Kamer